# Vernon Fiddler
Vernon Fiddler (* 9. Mai 1980 in Edmonton, Alberta) ist ein ehemaliger kanadischer Eishockeyspieler, der im Verlauf seiner aktiven Karriere zwischen 1997 und 2017 unter anderem 928 Spiele für die Nashville Predators, Phoenix Coyotes, Dallas Stars und New Jersey Devils in der National Hockey League auf der Position des Centers bestritten hat.

## Karriere

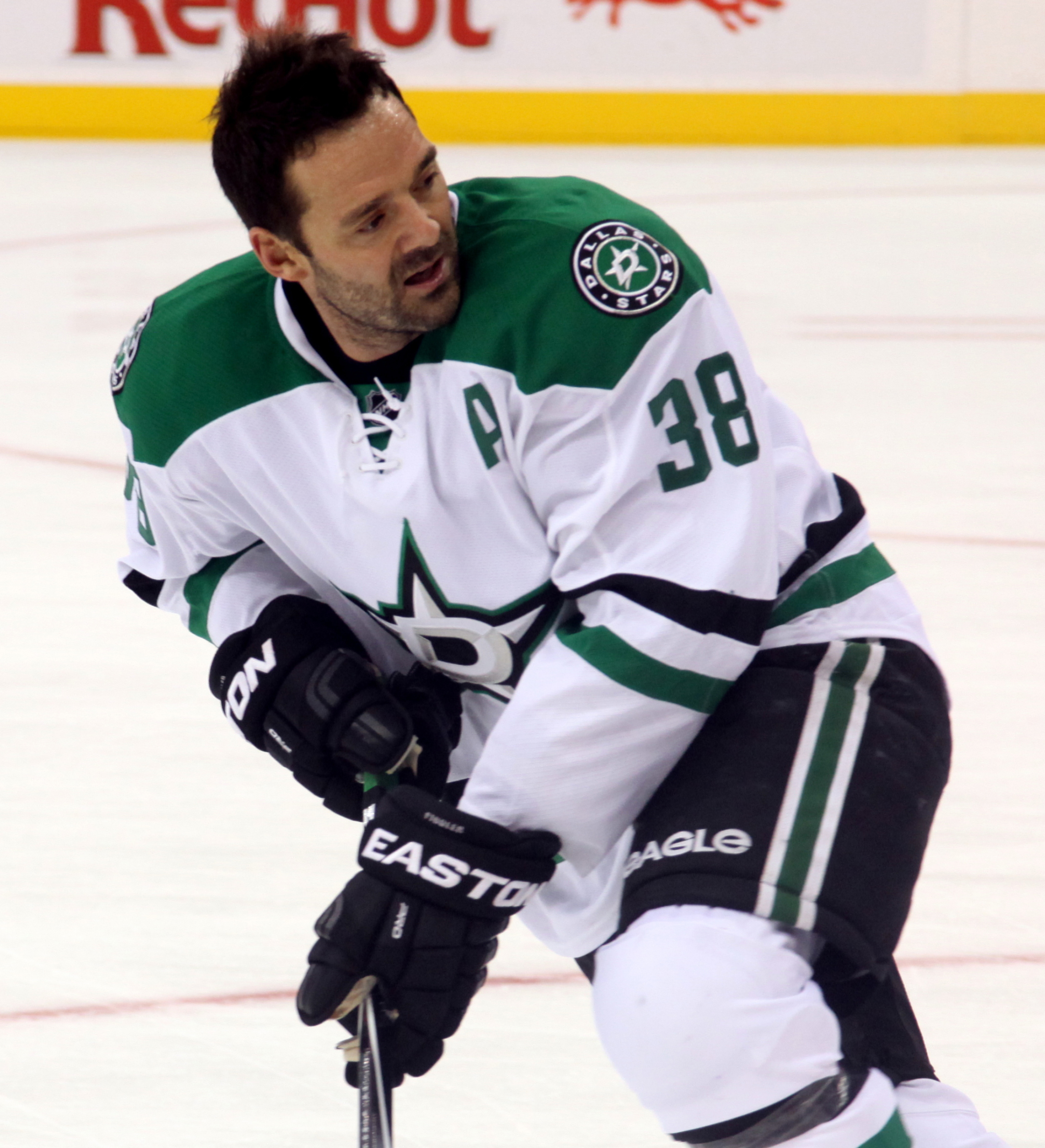
Fiddler im Trikot der Dallas Stars (2014)

Vernon Fiddler begann seine Karriere als Eishockeyspieler bei den Kelowna Rockets aus der Western Hockey League, für die er von 1997 bis 2000 spielte. Anschließend wechselte er für ein Jahr zu deren Ligarivalen Medicine Hat Tigers. Am 31. Mai 2001 verpflichteten die Arkansas RiverBlades aus der East Coast Hockey League den Angreifer, gaben ihn allerdings bereits 11. August im Tausch für Calvin Elfring an Roanoke Express ab. In der Saison 2001/02 kam der Kanadier zudem in der American Hockey League für die Norfolk Admirals zum Einsatz und wurde in das ECHL All-Rookie Team gewählt.
Am 6. Mai 2002 verpflichteten die Nashville Predators aus der National Hockey League Fiddler als Free Agent, ohne dass dieser je zuvor gedraftet worden war. Für die Predators spielt er seitdem regelmäßig in der NHL. Zudem kam er bis 2006 auch für deren Farmteam, die Milwaukee Admirals zu Einsätzen in der AHL. Während des Lockout in der NHL-Saison 2004/05 stand Fiddler ausschließlich für die Admirals auf dem Eis.
Am 1. Juli 2009 unterschrieb er als Free Agent einen Vertrag bei den Phoenix Coyotes. Zwei Jahre später erhielt Fiddler einen Kontrakt für drei Jahre bei den Dallas Stars. Dieser wurde im Sommer 2014 um zwei weitere Jahre verlängert, ehe sich Fiddler im Juli 2016 als Free Agent den New Jersey Devils anschloss. Bei den Devils verbrachte der Angreifer knapp die Hälfte der Saison 2016/17, bevor er im Februar 2017 zu den Nashville Predators zurückkehrte, die im Gegenzug ein Viertrunden-Wahlrecht für den NHL Entry Draft 2017 nach New Jersey schickten. Mit den Predators erreichte Fiddler in der Folge das Stanley-Cup-Finale, unterlag dort allerdings den Pittsburgh Penguins.
Im September 2017 gab er schließlich im Alter von 37 Jahren das Ende seiner Karriere im Profisport bekannt.

## Erfolge und Auszeichnungen
- 2002 Teilnahme am ECHL All-Star Game
- 2002 ECHL All-Rookie Team
- 2004 Calder-Cup-Gewinn mit den Milwaukee Admirals

## Karrierestatistik
(Legende zur Spielerstatistik: Sp oder GP = absolvierte Spiele; T oder G = erzielte Tore; V oder A = erzielte Assists; Pkt oder Pts = erzielte Scorerpunkte; SM oder PIM = erhaltene Strafminuten; +/− = Plus/Minus-Bilanz; PP = erzielte Überzahltore; SH = erzielte Unterzahltore; GW = erzielte Siegtore; 1 Play-downs/Relegation; Kursiv: Statistik nicht vollständig)